# Sebastián Castro
Sebastián Castro Ciganda (22 novembre 1978) è un ex giocatore di calcio a 5 ed ex giocatore di beach soccer uruguaiano.

## Carriera
Centrale dal fisico imponente, assicurava una discreta affidabilità difensiva nonostante alcuni eccessi di irruenza. Con la nazionale maschile di calcio a 5 dell'Uruguay ha giocato, da capitano, la Coppa del Mondo 2008, disputando quattro partite e mettendo inoltre a segno una rete. Inoltre, ha partecipato a due edizioni del campionato mondiale di beach soccer.